# Štefan Ivančík
Štefan Ivančík (22. května 1945, Dražovce – 26. dubna 2018) byl československý fotbalista, útočník, rychlé pravé křídlo. Jeho bratr Jozef Ivančík hrál fotbalovou ligu za Nitru.

## Fotbalová kariéra
V československé lize hrál za Bohemians Praha. Nastoupil ve 148 ligových utkáních a dal 28 gólů. V nižších soutěžích hrál i za AC Nitra a Spartak BS Vlašim. Roku 1975 jako první v ligovém zápase použil Panenkův „dloubák“.

## Ligová bilance
| Ročník                                   | Zápasy | Góly | Klub            |
| ---------------------------------------- | ------ | ---- | --------------- |
| 1. československá fotbalová liga 1966/67 | 10     | 1    | Bohemians Praha |
| 1. československá fotbalová liga 1967/68 | 26     | 8    | Bohemians Praha |
| 1. československá fotbalová liga 1969/70 | 27     | 3    | Bohemians Praha |
| 1. československá fotbalová liga 1973/74 | 29     | 7    | Bohemians Praha |
| 1. československá fotbalová liga 1974/75 | 30     | 7    | Bohemians Praha |
| 1. československá fotbalová liga 1975/76 | 26     | 2    | Bohemians Praha |
| CELKEM                                   | 148    | 28   |                 |